# Neonoguchia auriculata
Neonoguchia auriculata là một loài Rêu trong họ Meteoriaceae. Loài này được (Copp. ex Thér.) S.H. Lin miêu tả khoa học đầu tiên năm 1988.